# Northumberland (Nowy Jork)
Northumberland – miasto w Stanach Zjednoczonych, w stanie Nowy Jork, w hrabstwie Saratoga.